# IC 3290
IC 3290 — галактика типу SB0-a (компактна витягнута галактика) у сузір'ї Центавр.
Цей об'єкт міститься в оригінальній редакції індексного каталогу.